# Eugenia Trinchinetti
Pour les articles homonymes, voir Trinchinetti.
María Eugenia Trinchinetti née le 17 juillet 1997 à Victoria, est une joueuse argentine de hockey sur gazon et fait partie de l'équipe nationale argentine,. Elle joue avec l'équipe nationale argentine de hockey sur gazon, remportant la médaille d'argent aux Jeux olympiques d'été de 2020.

## Carrière
Elle a remporté une médaille d'or aux Jeux panaméricains de 2019.